# Petit papillon
Le petit papillon ou tacheté tchèque est une race de lapin domestique. C'est une race « nouvelle » avec un passé presque centenaire.

## Historique
Cette race de lapin a été sélectionnée au début du XXe siècle par Jan Vaclav Kalal, un des fondateurs de la cuniculture tchèque, à partir d'une population de lapins tachetés de la région de Tábor. C'est la plus ancienne race de ce pays où elle a été élevée de façon constante depuis sa création. Le premier club du « tacheté tchèque » fut fondé en 1913, il existe encore en ce début de XXIe siècle.
À l'étranger, la race fut exposée en 1936 à l'Exposition universelle de Leipzig. Elle fut aussi exportée en Autriche dans les années 1950 et admise au standard de ce pays avec un texte proche de l'original.
C'est en 1972 qu'un éleveur allemand, Arnold Hirt, formula son désir de sélectionner une race de petit tacheté. Il affirmera plus tard ne pas avoir eu connaissance à cette époque de l'existence d'une race « tacheté tchèque ». Hirt prit pour base de travail des femelles papillon anglais dont les côtés étaient peu marqués qu'il accoupla avec un mâle géant papillon. Mis au courant de ce projet, d'autres éleveurs entreprirent la même démarche. Hirt exposa un parquet (4 lapins) de petits tachetés en 1974 à la Bundes-Kaninchenschau.
Il est prouvé que par la suite, beaucoup de « tachetés tchèques » ont été importés en Allemagne ce qui a induit une amélioration spectaculaire de la souche allemande.
En 1978, la race fut reconnue en Allemagne sous le nom de petit tacheté et admise au standard.
En France, la race a été reconnue en 1984 sous le nom de petit papillon.

## Élevage et biologie
Pour des articles plus généraux, voir Lapin domestique et Lapin nain.